# Вальтер Грабманн
Вальтер Грабманн (нім. Walter Grabmann; 20 вересня 1905, Бад-Райхенгалль — 20 серпня 1992, Мюнхен) — німецький офіцер, генерал-майор люфтваффе (1 серпня 1944). Кавалер Лицарського хреста Залізного хреста.

## Біографія
24 травня 1924 року поступив на службу в поліцію. У 1931 році пройшов льотну підготовку і потім був направлений до складу північно-баварської повітряної спостережної служби у Фюрті. 1 жовтня 1934 року переведений в люфтваффе. У квітні-липні 1935 року закінчив курс авіаційного училища в Шляйссгаймі. З 7 березня 1936 року — ад'ютант 134-ї винищувальної ескадри «Горст Вессель», з 15 березня 1937 року — командир групи 234-ї винищувальної ескадри і комендант авіабази в Кельні-Остгаймі. З 9 вересня 1938 по 31 березня 1939 року воював в Іспанії, де командував 88-ю винищувальною групою легіону «Кондор». Здобув 7 повітряних перемог.
З 1 квітня 1939 року — командир 1-ї групи 1-ї навчальної ескадри. З 15 квітня 1940 року — командир 76-ї штурмової ескадри і командир винищувальної авіації в Північній Норвегії. З 1 серпня 1941 року — командир 2-го училища штурмової авіації в Меммінгені. З 20 серпня 1942 року — командир винищувальної авіації в Голландії і Рурської області. З 11 листопада 1943 року — командир 3-ї винищувальної дивізії зі штаб-квартирою в Делені. Його дивізія входила до складу 1-го винищувального корпусу. З 5 квітня 1945 року — командир 1-ї винищувальної дивізії. 29 квітня переведений на посаду командира 15-ї авіаційної дивізії, яка входила до складу повітряного флоту «Рейх». 7 липня 1945 року заарештований британською владою. 17 травня 1948 року звільнений.

## Звання
- Лейтенант поліції (1 листопада 1926)
- Обер-лейтенант поліції (1 листопада 1930)
- Обер-лейтенант (1 жовтня 1934)
- Гауптман (1 квітня 1935)
- Майор (1 грудня 1938)
- Оберст-лейтенант (19 липня 1940)
- Оберст (1 квітня 1942)
- Генерал-майор (1 серпня 1944)

## Нагороди
- Нагрудний знак пілота
- Медаль «За вислугу років у Вермахті» 4-го і 3-го класу (12 років)
- Медаль «За Іспанську кампанію» (Іспанія)
- Військова медаль (Іспанія) в сріблі
- Іспанський хрест в золоті з мечами (1939)
- Залізний хрест 2-го і 1-го класу
- Нагрудний знак «За поранення» в чорному
- Комбінований Знак Пілот-Спостерігач
- Почесний Кубок Люфтваффе (8 липня 1940)
- Лицарський хрест Залізного хреста (14 вересня 1940)
- Авіаційна планка винищувача в золоті